# Steigerpoort
De Steigerpoort was een stadspoort in Leerdam gelegen aan de Zuidwal en de Grote Steiger. De poort gaf toegang naar de haven 'de oude Horn' en de rivier de Linge. Deze stadspoort is omstreeks 1560 gebouwd als verdedigingsbolwerk binnen de vestiging Leerdam en maakte met de Veerpoort, Schoonwoerdsepoort en de Hoogpoort deel uit van alle poorten die toegang gaven tot de stad Leerdam. In 1863 werd de poort (tegelijkertijd met de Veerpoort) gesloopt omdat het haar functie verloren had.
Pieter Mulier de Jongere tekende de Steigerpoort omstreeks 1690 van de Linge zijde. Jan Weissenbruch schilderde de Steigerpoort aan de stadskant, enkele jaren voor de afbraak (omstreeks 1860-80) of was geïnspireerd door een eerdere tekening van de poort.